# Tour de Suisse 2002
Die 66. Tour de Suisse fand vom 18. bis 27. Juni 2002 statt. Sie wurde in neun Etappen und einem Prolog über eine Distanz von 1451,5 Kilometern ausgetragen.
Gesamtsieger wurde Alex Zülle, der auch den Prolog für sich entscheiden konnte.
Die Rundfahrt startete in Luzern mit einem Prolog über 5,7 Kilometer und endete mit einem Einzelzeitfahren in Biel.

## Etappen
| Etappe    | Tag      | Start – Ziel             | km         | Etappensieger        | Gesamtwertung |
| --------- | -------- | ------------------------ | ---------- | -------------------- | ------------- |
| Prolog    | 16. Juni | Luzern – Luzern          | 5,7 (EZF)  | Alex Zülle           | Alex Zülle    |
| 1. Etappe | 17. Juni | Luzern – Schaffhausen    | 171,9      | Eddy Lembo           | Eddy Lembo    |
| 2. Etappe | 18. Juni | Schaffhausen – Domat/Ems | 191,1      | Erik Zabel           | Eddy Lembo    |
| 3. Etappe | 19. Juni | Domat/Ems – Samnaun      | 157,6      | Alexander Winokurow  | Alex Zülle    |
| 4. Etappe | 20. Juni | Chur – Ambrì             | 160,2      | Leon Van Bon         | Alex Zülle    |
| 5. Etappe | 21. Juni | Meiringen – Meiringen    | 147,7      | Francesco Casagrande | Alex Zülle    |
| 6. Etappe | 22. Juni | Interlaken – Verbier     | 176,9      | Alexandre Moos       | Alex Zülle    |
| 7. Etappe | 23. Juni | Martigny – Vevey         | 170,9      | Juan Manuel Gárate   | Alex Zülle    |
| 8. Etappe | 24. Juni | Vevey – Lyss             | 235        | Erik Zabel           | Alex Zülle    |
| 9. Etappe | 25. Juni | Lyss – Biel              | 34,5 (EZF) | Tobias Steinhauser   | Alex Zülle    |